# Dalci, Caraș-Severin
Dalci este un sat în comuna Turnu Ruieni din județul Caraș-Severin, Banat, România.

## Legături externe

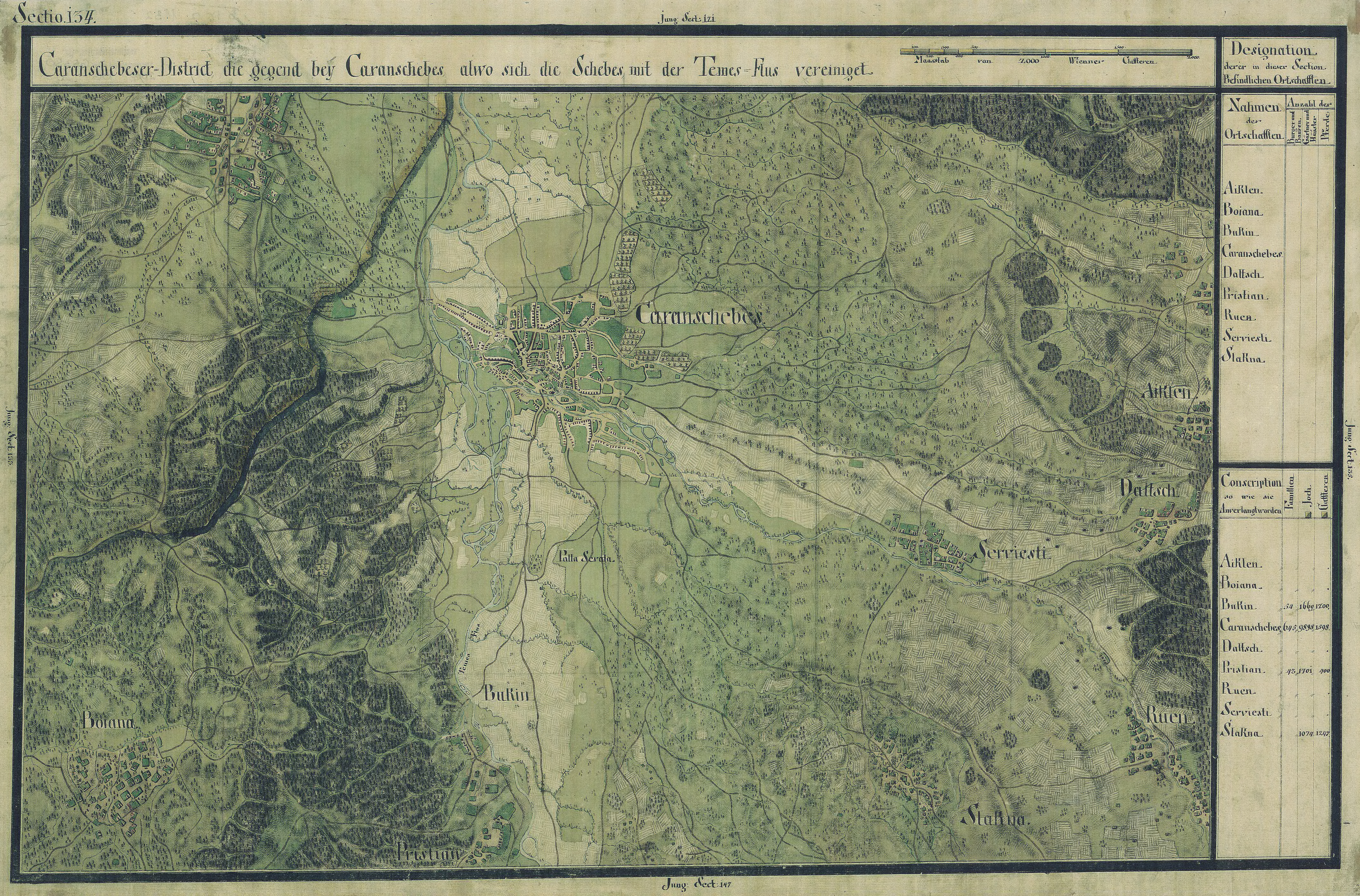
Dalci în Harta Iosefină a Banatului, 1769-72